# 吉野郁惠
吉野 郁恵（よしの　いくえ　1955年（昭和30年）3月19日 - ）は日本の政治家、自由民主党所属の川越市議会議員（4期目）、副議長（初雁自由政令会）。宅地建物取引士、ウメノ産業代表取締役社長、保護司。

## 来歴
埼玉県川越市寺尾出身。川越市合併前の高階村寺尾にて繊維工場を営む家に長女として生まれる。東京家政大学附属女子高等学校を経て立正大学を卒業した。
この間、家業が不動産業（宅地建物取引業）に商売替えして、父が代表を務める不動産会社に就職するがバブル崩壊に伴い父から解雇を告げられる。42歳でハローワークに通い不採用が続き自分の価値を考えさせられる時期もあったが大手金融機関に契約社員として採用が決まる。ほどなくして父の経営する不動産会社が競売にかけられそうになり銀行融資が受けられなくなるという理由から家業の不動産会社に再雇用される。

### 政界での経歴
思うことあり父も一期務めた川越市議会議員に立候補し、2011年4月24日に無所属で初当選。2015年4月26日、自由民主党所属で2期目当選。2019年4月21日、自由民主党より第2位当選（3期目）市議会議員副議長となる。2023年4月23日の市議会議員選挙では4642票を獲得し、トップで当選した。

## 政策
災害に強い川越を目指し道路、河川の整備。川越市の財政見直し、経常収支比率が令和5年度99．8%の川越の財政を綺麗事だけではなく現実的に考えている（給食費無料化等）
川越市職員の雇用条件向上など。